# Federico Kraus
Federico Kraus (o Friedrich Kraus) fue un grabador y litógrafo del siglo XIX.

## Biografía
Grabador y litógrafo natural al que Ossorio y Bernard hace natural de Baviera, habría discípulo de la Academia de Bellas Artes de Fráncfort. Se estableció en Madrid, donde obtuvo el título de grabador de la Academia de la Historia. En la Exposición de Bellas Artes de 1864 alcanzó un tercer premio por su cromolitografía, copia de una pintura natural, y dos litografías. Se le relaciona con la Litografía Alemana establecida en el número 20 de la calle de Fuencarral.
Fueron suyas asimismo varias láminas de la Iconografía española de Valentín Carderera y de El antiguo Madrid de Mesonero Romanos, entre otras obras. En 1867 fue premiado con medalla de plata en la Exposición regional de Valencia. También figuraron cuatro cuadros con pruebas litográficas de este artista en la Exposición Nacional de 1871.